# RegioTram Kassel

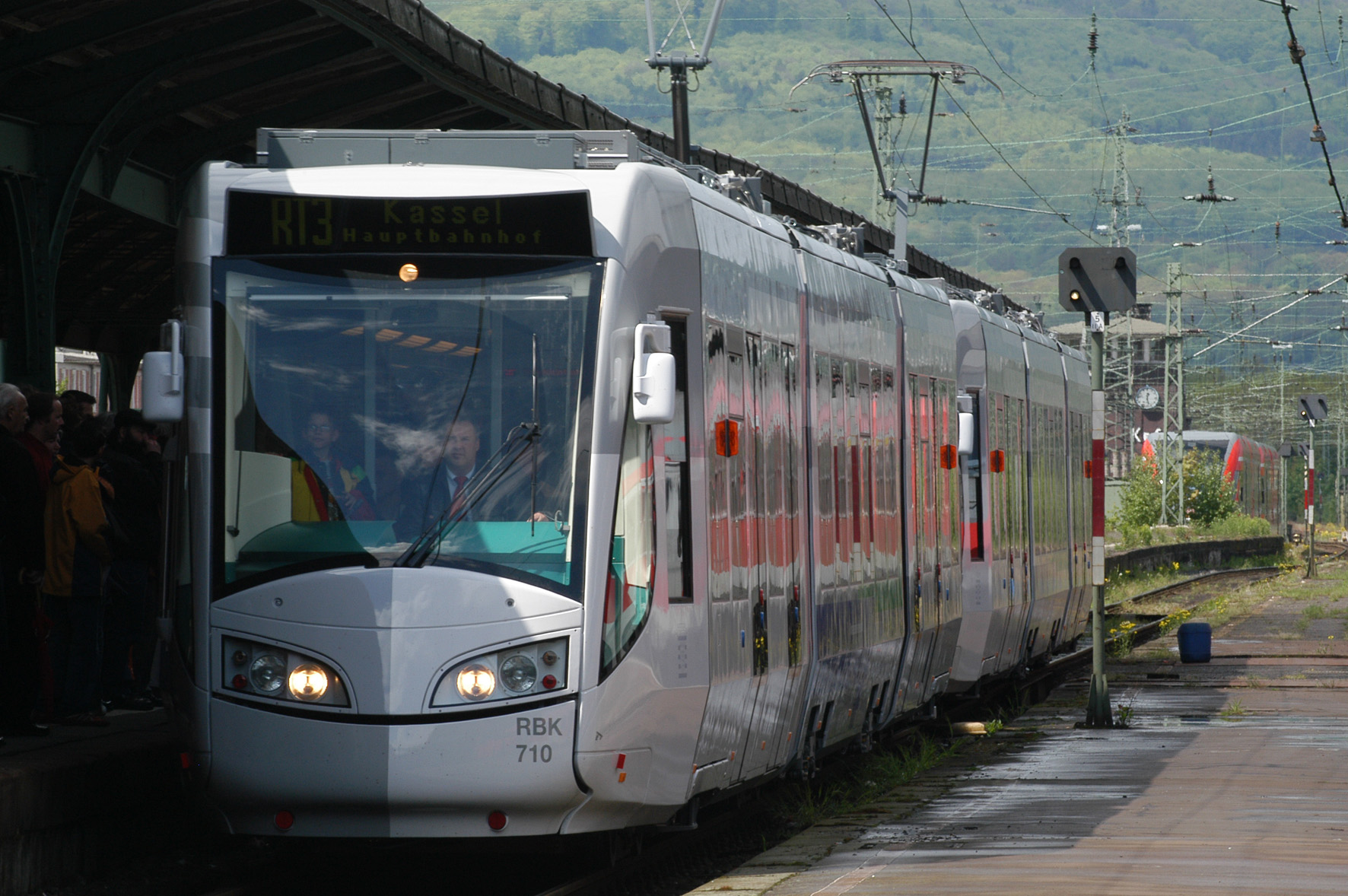
Zug der Linie RT 3 des RegioTram-Vorlaufbetriebes in Kassel Hbf, Mai 2005

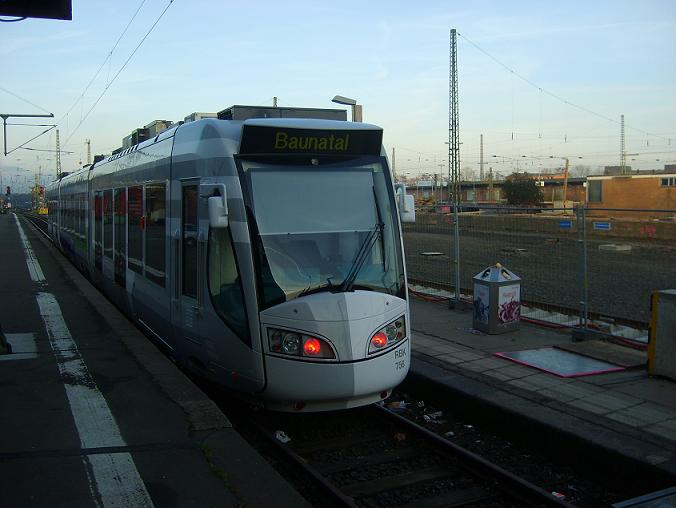
RegioTram-Zweikrafttriebwagen 758 in Kassel Hbf

Die RegioTram Kassel ist ein Zweisystem-Stadtbahnsystem in der nordhessischen Stadt Kassel und Umgebung. Das Tram-Train-System nach dem Karlsruher Modell ist im Jahr 2007 in Betrieb genommen worden. Mit besonderen RegioTram-Fahrzeugen werden durchgehende Fahrten zwischen dem Netz der Deutsche Bahn AG und dem innerstädtischen Straßenbahnnetz angeboten, wodurch das mit längeren Fußwegen verbundene Umsteigen zwischen den Zügen der Eisenbahn und der Straßenbahn entfallen kann.
Betreiberin der RegioTram ist seit dem 9. Dezember 2013 die RegioTram Gesellschaft mbH (RTG), eine Bietergemeinschaft aus Kasseler Verkehrs-Gesellschaft (KVG) und Hessischer Landesbahn (HLB). Zuvor oblag die Betriebsführung der RegioTram Betriebsgesellschaft mbH (RTB), einem Joint-Venture der Regionalbahn Kassel (RBK) mit der DB Regio. Die eingesetzten Fahrzeuge gehören der Regionalbahn Kassel GmbH (RBK). Darüber hinaus ist der Nordhessische VerkehrsVerbund (NVV) an der Organisation der RegioTram beteiligt.

## Konzept
Zur Umsetzung des Projektes RegioTram im Öffentlichen Personennahverkehr in Kassel gehören verschiedene ineinandergreifende Maßnahmen. Ziel ist die Verknüpfung des Straßenbahnnetzes in Kassel mit dem Eisenbahnnetz, so dass Zweisystemfahrzeuge vom Straßenbahnnetz auf Eisenbahnschienen ins Umland fahren können. Kernbestandteil des Kasseler Projektes ist eine neu geschaffene Verknüpfung zwischen beiden Systemen am Hauptbahnhof Kassel.

## Aktuelles Liniennetz
| Linie | Eisenbahnstrecken                                | Haltepunkte auf der Eisenbahnstrecke | Verlauf im Straßenbahnnetz Kassel | Fahrzeit      | seit |
| ----- | ------------------------------------------------ | --- | --- | ------------- | ---- |
| RT1   | Warburg – Kassel                                 | Hümme – Hofgeismar RE – Grebenstein – Immenhausen – Espenau-Mönchehof – Vellmar-Obervellmar RB – V.-Osterberg/EKZ – Kassel-Jungfernkopf – KS-Harleshausen – KS-Kirchditmold – Kassel Hbf (tief) RB RE                                                                                           | Hauptbahnhof (tief) – Scheidemannplatz – Wilhelmstraße/Stadtmuseum – Rathaus/Fünffensterstraße – Rathaus – Friedrichsplatz – Königsplatz – Am Stern – Holländischer Platz/Universität – Halitplatz – Hauptfriedhof – Wiener Straße – Holländische Straße | 57 min        | 2005 |
| RT4   | Volkmarsen – Vellmar-ObervellmarWarburg – Kassel | Wolfhagen RB – Altenhasungen – Oberelsungen – Zierenberg-Rosental – Zierenberg RB – Calden-Fürstenwald – Ahnatal-Weimar RB – A.-Heckershausen – A. Casselbreite – Vellmar-Obervellmar RB – V.-Osterberg/EKZ – Kassel-Jungfernkopf – KS-Harleshausen – KS-Kirchditmold – Kassel Hbf (tief) RB RE | Hauptbahnhof (tief) – Scheidemannplatz – Wilhelmstraße/Stadtmuseum – Rathaus/Fünffensterstraße – Rathaus – Friedrichsplatz – Königsplatz – Am Stern – Holländischer Platz/Universität – Halitplatz – Hauptfriedhof – Wiener Straße – Holländische Straße | (17 +) 49 min | 2006 |
| RT5   | Bebra – Baunatal-GuntershausenFrankfurt – Kassel | Melsungen RB RE – M. Bartenwetzerbrücke – M. Schwarzenberg – M.-Röhrenfurth – Körle – Guxhagen RB – Baunatal-Guntershausen RB RE B.-Rengershausen RB – Kassel-Oberzwehren RB – KS-Wilhelmshöhe RB RE IC ICE – Kassel Hbf (tief) RB RE                                                           | Hauptbahnhof (tief) – Scheidemannplatz – Wilhelmstraße/Stadtmuseum – Rathaus/Fünffensterstraße – Am Weinberg – Heinrich-Heine-Straße/Universität – Auestadion                                                                                            | 46 min        | 2006 |

## Geschichte

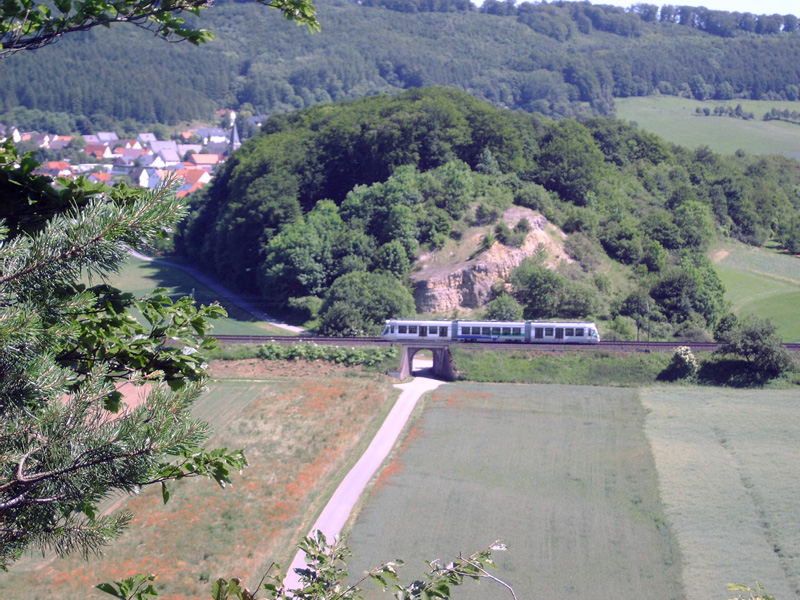
RT-Zug bei Ostheim; Blick vom Wacholderberg (NSG Schwiemelkopf)

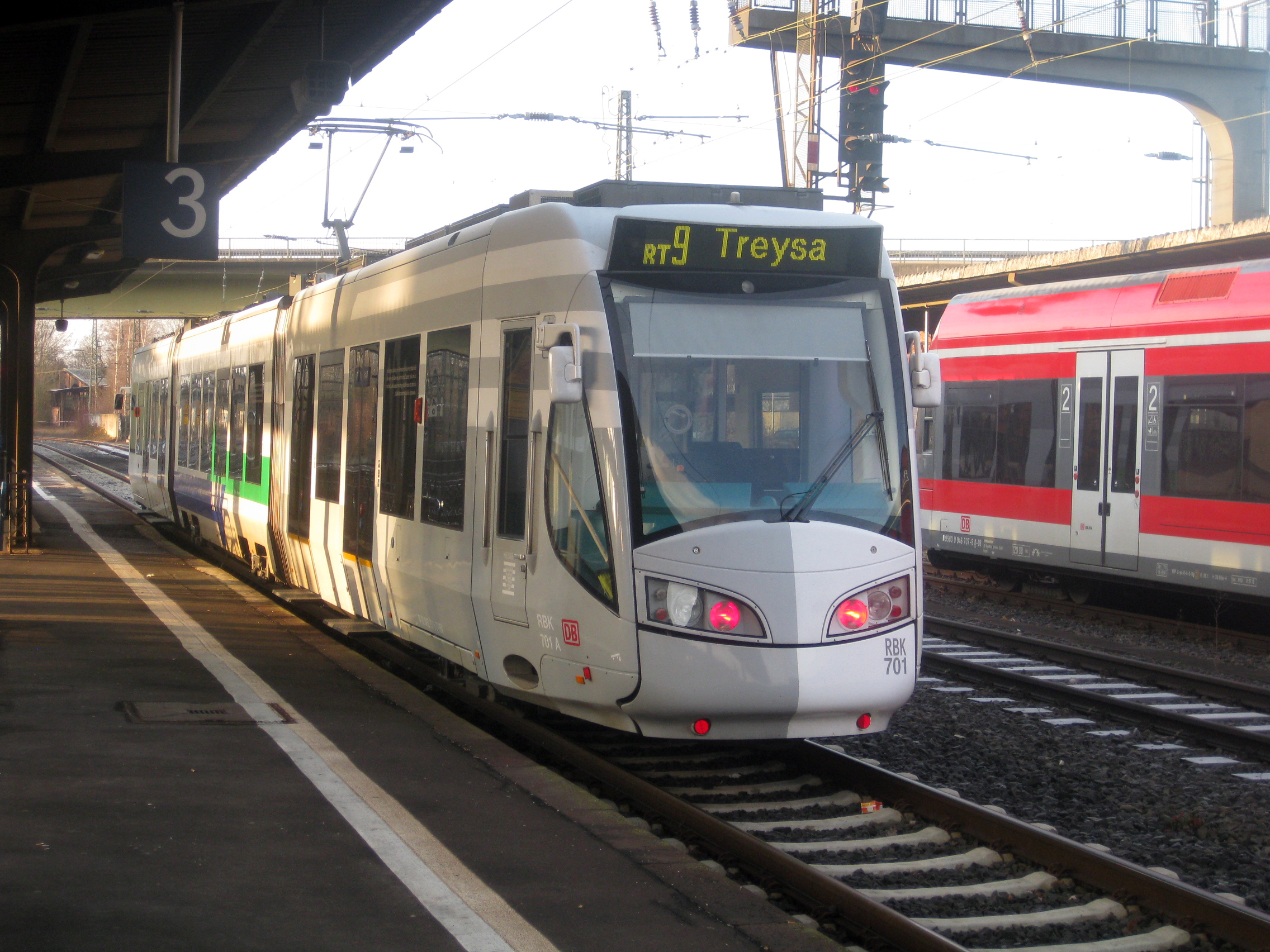
Zweisystemtriebwagen 701 der Linie RT9 im Bahnhof Wabern

Ab dem 10. Juni 2001 fand auf der Strecke Warburg – Kassel Hauptbahnhof ein Vorlaufbetrieb mit zunächst sechs von der Saarbahn ausgeliehenen Triebwagen statt. Dadurch wurde der vorherige Regionalbahn-Fahrplan von Stadtbahnfahrzeugen bedient. Zugleich wurde der für den RegioTram-Betrieb vorgesehene 30-Minuten-Takt realisiert. Die seit Juli 2004 ausgelieferten Fahrzeuge vom Typ RegioCitadis, die von Alstom LHB in Salzgitter hergestellt werden, haben diesen Vorlaufbetrieb ab dem 8. Mai 2005 übernommen, die geliehenen Saarbahn-Fahrzeuge wurden daraufhin zurückgegeben.
Ab dem 29. Januar 2006 verkehrten erste RegioTram-Züge im Kasseler Straßenbahnnetz. Die Zweikrafttriebwagen verbanden in den Hauptverkehrszeiten die Kasseler Innenstadt über die Lossetalbahn mit Hessisch Lichtenau, dem Endpunkt der Straßenbahnlinie. Sie benutzten zwischen Ober- und Niederkaufungen eine Direktverbindung über die Waldkappeler Bahn, die nicht elektrifiziert ist. Dies bedeutete im Gegensatz zu den Straßenbahnzügen, die alle Haltestellen bedienen, eine Verkürzung der Fahrzeit. Im August 2007 wurde der Einsatz von RegioTram-Fahrzeugen auf dieser Linie durch einen durchgehenden Einsatz herkömmlicher Kasseler Straßenbahnwagen ersetzt. Die ehemaligen Fahrten über die nichtelektrifizierte Waldkappeler Bahn wurden durch Straßenbahn-Expressfahrten, die nicht alle Haltestellen entlang der Strecke bedienen, ersetzt.
Seit dem 1. Juni 2006 verkehrten RegioTram-Züge zwischen Kassel Hauptbahnhof und Melsungen über Baunatal, Guxhagen und Körle. Die RegioTram-Linie RT5 verkehrt dabei abwechselnd einmal und zweimal stündlich. Die RT-Triebwagen wurden durch Regional-Express-Züge (stündlich, Kassel–Fulda) und Regionalbahnen (Kassel – Bebra (– Fulda)) der Deutschen Bahn ergänzt. Seit dem 10. Dezember 2006 erfolgt auf Grund eines Betreiberwechsels die Ergänzung der RegioTram durch Züge der Cantus Verkehrsgesellschaft (stündlich, Kassel – Bebra – Bad Hersfeld – Fulda bzw. Kassel – Bebra – Bad Hersfeld).
Der Vorlaufbetrieb der RT4 zwischen Kassel und Wolfhagen über Ahnatal und Zierenberg begann am 10. Dezember 2006. Zwischen dem 16. September 2007 und dem Fahrplanwechsel im Dezember 2007 verkehrte die RT9 im Vorlaufbetrieb von Kassel Hauptbahnhof nach Treysa.
Der Vorlaufbetrieb für die RT4 endete am 19. August 2007, seitdem verkehrt diese weiter bis in die Innenstadt (Innenstadtring). Die Linien RT3 und RT5 folgten am 16. September 2007 und fahren seitdem durch die Innenstadt bis in die Leipziger Straße. Seit Dezember 2007 war der Vorlaufbetrieb auf der RT9 beendet, seitdem fuhr diese Linie durch die Innenstadt bis zur Leipziger Straße. Die RT3 verkehrte zum Auestadion, zeitweise auch die RT5. Der vollständige Ausbau der Infrastruktur mit einem Halbstundentakt auf allen Linien wurde zum Fahrplanwechsel 2013/2014 am 15. Dezember 2013 realisiert. Zum Fahrplanwechsel 2014/2015 im Dezember 2014 wurden die bislang auf der RT9 fahrenden Fahrzeuge durch dann eingesetzte Regionalbahnen für die übrigen RT-Linien frei. Von Dezember 2014 bis Dezember 2015 verkehrte die RT9 nur zwischen Kassel Hauptbahnhof und Treysa.
Auf den Strecken der RT3 und RT4 wurden am 13. Dezember 2008 die neuen Haltestellen Kassel-Jungfernkopf und Vellmar-Osterberg/EKZ an der Harleshäuser Kurve in Betrieb genommen. Am 25. April 2009 folgte die Haltestelle Kassel-Kirchditmold im selben Streckenabschnitt.
In Melsungen wurde am 20. Mai 2011 auf der Strecke der RT5 die neue Haltestelle Melsungen-Bartenwetzerbrücke in Betrieb genommen.
Seit Dezember 2011 wird der Halt in Ahnatal-Casselbreite von der RT4 Richtung Wolfhagen bedient. Die RegioTram-Züge nutzen seit Dezember 2013 immer Gleis 1, die Regional-Express-Züge passieren Gleis 2 ohne Halt. Zum Fahrplanwechsel 2013/2014 konnte ebenfalls das dritte Gleis in Vellmar-Obervellmar in Betrieb genommen werden. Die Regional-Express-Züge und die RT3 halten somit immer an den Gleisen 1 und 2, während die Linie RT4 in beiden Richtungen über das dritte Bahnsteiggleis verkehrt.

## Entwicklung des Liniennetzes

### Bis 14. Dezember 2013
| Linie | Verlauf | Fahrzeit        | Inbetriebnahme |
| ----- | --- | --------------- | -------------- |
| RT3   | (Warburg –) Hümme – Hofgeismar – Immenhausen – Vellmar – Kassel Hauptbahnhof – Kassel, Holländische Straße | (66 min)/49 min | 2005           |
| RT4   | Wolfhagen – Zierenberg – Vellmar – Kassel Hauptbahnhof – Kassel, Holländische Straße                       | 52 min          | 2006           |
| RT5   | Melsungen – Guxhagen – Wilhelmshöhe – Kassel Hauptbahnhof – Kassel, Auestadion                             | 56 min          | 2006           |
| RT9   | Treysa – Borken – Wilhelmshöhe – Kassel Hauptbahnhof – Kassel, Leipziger Straße                            | 81 min          | 2007           |

### Ab 15. Dezember 2013
| Linie | Verlauf | Fahrzeit        | Inbetriebnahme |
| ----- | --- | --------------- | -------------- |
| RT3   | Hümme – Hofgeismar – Immenhausen – Vellmar-Obervellmar – Kassel Hauptbahnhof – Kassel, Königsplatz – Kassel, Holländische Straße | 57 min          | 2005           |
| RT4   | (Wolfhagen –) Zierenberg – Vellmar-Obervellmar – Kassel Hauptbahnhof – Kassel, Königsplatz – Kassel, Holländische Straße         | (68 min)/49 min | 2006           |
| RT5   | Melsungen – Guxhagen – Wilhelmshöhe – Kassel Hauptbahnhof – Kassel, Auestadion                                                   | 46 min          | 2006           |
| RT9   | Treysa – Borken – Wabern – Wilhelmshöhe – Kassel Hauptbahnhof                                                                    | 74 min          | 2007           |

Abweichungen im Liniennetz:
- Die Linienendpunkte in Kassel ändern sich teilweise in der HVZ – einzelne Schülerexpressfahrten auf der Linie RT3. Diese lassen die Haltestellen zwischen Espenau-Mönchehof und Kassel Hauptbahnhof aus und fahren über Lutherplatz zur Sandershäuser Straße bzw. Leipziger Straße.
- Auf der Linie RT4 fährt von Montag bis Samstag nur jeder zweite Zug bis nach Wolfhagen. Die restlichen Kurse enden in Zierenberg. Abends und sonntags verkehrt die RT4 durch den Stundentakt mit allen Zügen bis Wolfhagen.
- Die Linie RT9 hat in der morgendlichen HVZ teilweise unterschiedliche Fahrzeiten – Abweichungen von bis zu 10 Minuten
- Die Linien RT3, RT4 und RT5 fahren im RegioTram-Zielkonzept in der HVZ und in der NVZ alle halbe Stunde, in der SVZ und in der WVZ jede Stunde. Die RT9 verkehrt immer mit Stundentakt.
- Durch eine Überlagerung und Taktanpassung entsteht auf dem Abschnitt Vellmar-Obervellmar – Kassel Hauptbahnhof – Königsplatz – Holländische Straße ein viertelstündiger bzw. halbstündiger Takt, welcher ähnlich wie bei einer Straßenbahn ist. In der Holländischen Straße wird dann in einem annähernden Fünfminutentakt gefahren (siehe auch Straßenbahn Kassel).

### Ab 14. Dezember 2014
| Linie   | Verlauf | Fahrzeit        | Inbetriebnahme |
| ------- | --- | --------------- | -------------- |
| RT1     | Hümme – Hofgeismar – Immenhausen – Vellmar-Obervellmar – Kassel Hauptbahnhof – Kassel, Königsplatz – Kassel, Holländische Straße | 57 min          | 2005           |
| RT4     | (Wolfhagen –) Zierenberg – Vellmar-Obervellmar – Kassel Hauptbahnhof – Kassel, Königsplatz – Kassel, Holländische Straße         | (68 min)/49 min | 2006           |
| RT5     | Melsungen – Guxhagen – Wilhelmshöhe – Kassel Hauptbahnhof – Kassel, Auestadion                                                   | 46 min          | 2006           |
| RT9 R 9 | Treysa – Borken – Wabern – Wilhelmshöhe – Kassel Hauptbahnhof                                                                    | 74 min          | 2007           |

Die Linie RT9 verkehrte Montag bis Freitag mit 2 von 3 Kursen als R9 zwischen Kassel-Hauptbahnhof und Schwalmstadt-Treysa. Es kamen Triebwagen der Baureihe 628 von der Kurhessenbahn zum Einsatz.

### Seit 13. Dezember 2015
Die Linie RT9 verkehrt seitdem alle zwei Stunden als Linie RE98 zwischen Kassel Hauptbahnhof und Schwalmstadt-Treysa und weiter bis Frankfurt Hbf mit Fahrzeugen des Typs Stadler Flirt.

## Infrastruktur

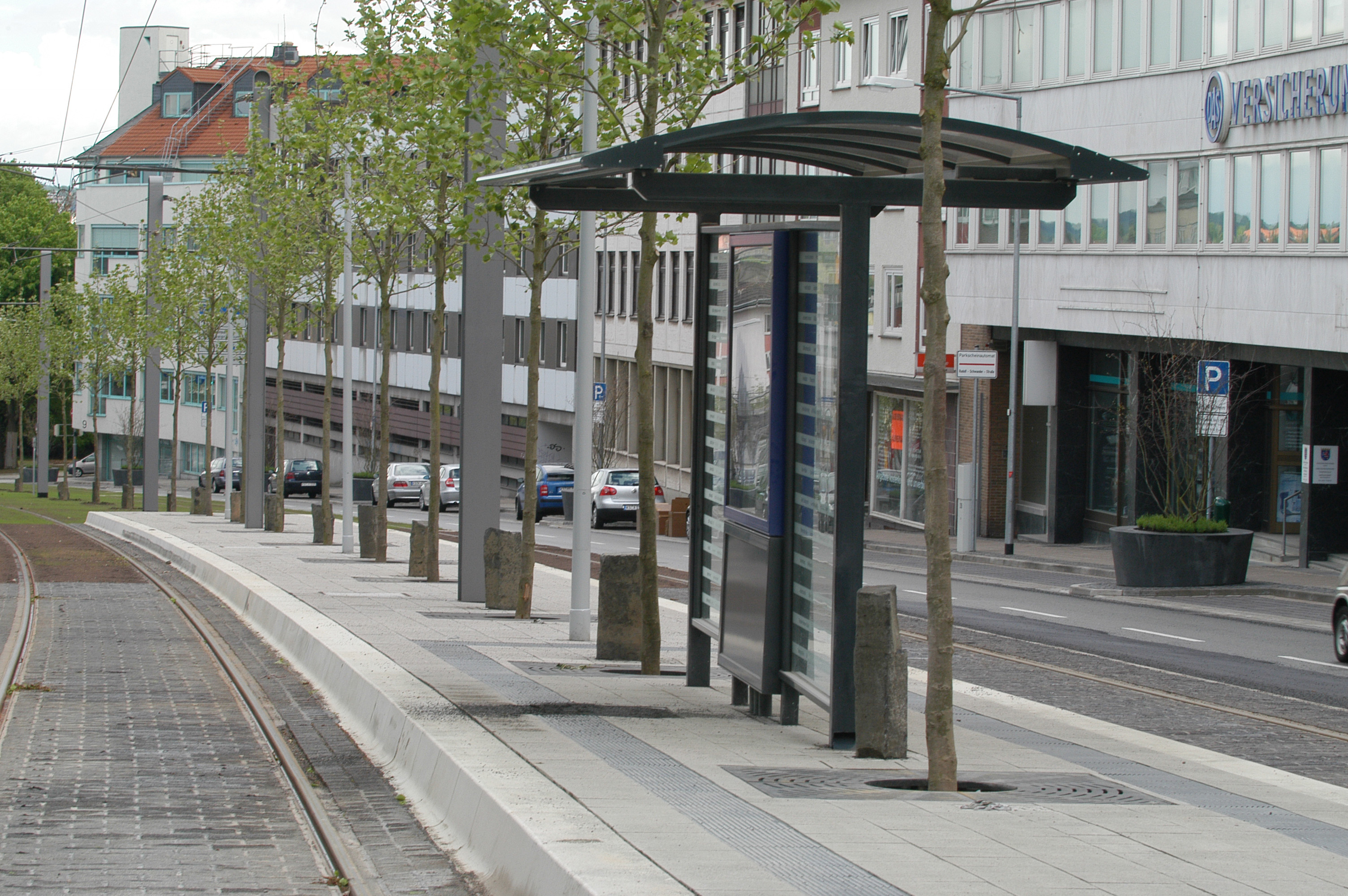
Haltestelle Rudolf-Schwander-Straße (Aufnahme vom 8. Mai 2005)

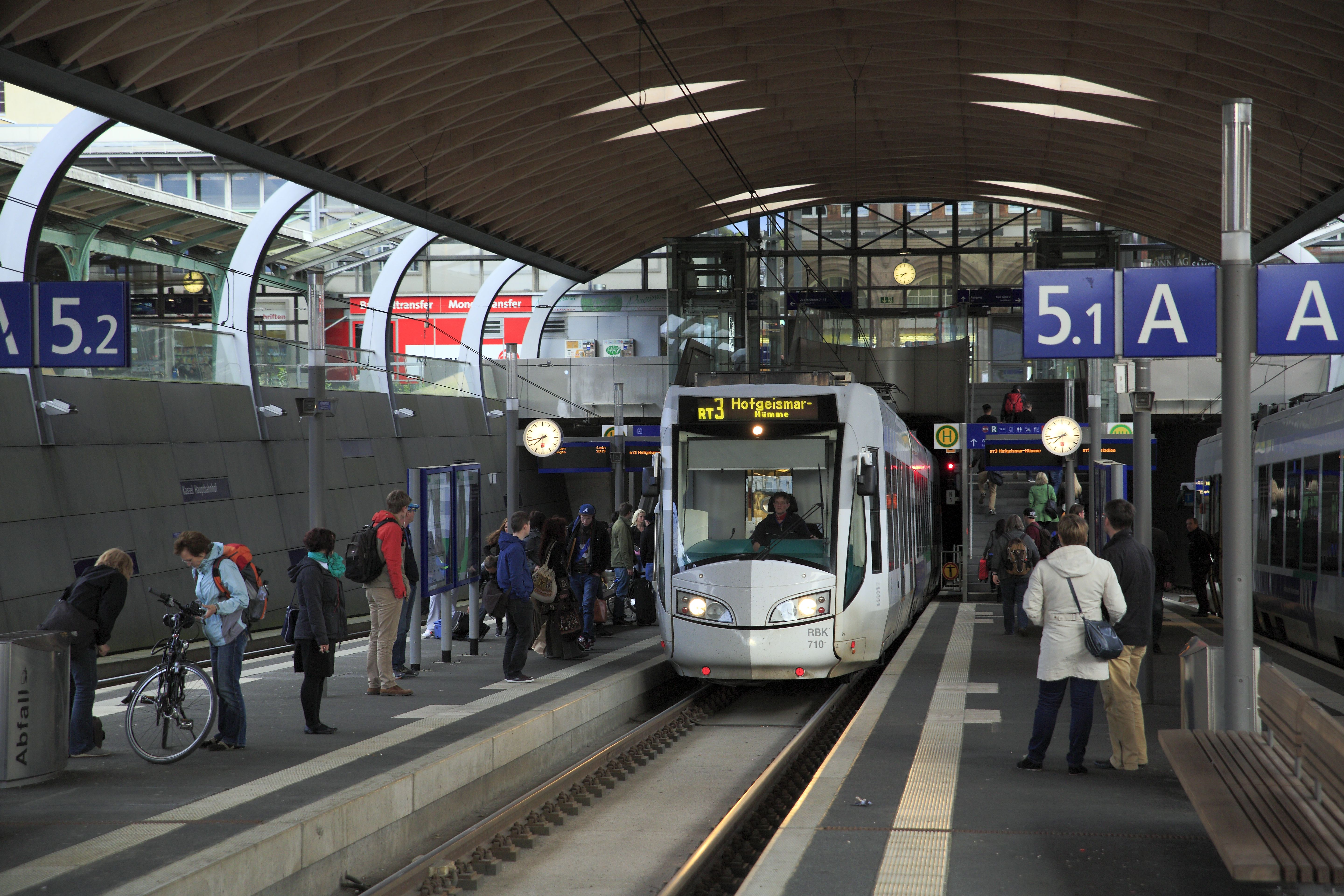
RegioTram-Bahnsteige im Hauptbahnhof, im Hintergrund der Tunnel, in dem die RegioTram-Linien das Bahnhofsgebäude unterfahren. Linie RT3 nach Hofgeismar, Gleis 5, Fahrgastwechsel ist auf diesem Gleis beidseitig möglich.

Zur Realisierung der RegioTram gehört auch die Ausdehnung des Straßenbahnnetzes, z. B. die Verlängerung über Bettenhausen hinaus nach Kaufungen und über Helsa nach Hessisch Lichtenau, sowie der Neu- und Umbau von Haltestellen und der Ausbau von Eisenbahninfrastruktur. Da die RegioCitadis-Fahrzeuge über stärkere Beschleunigungs- und Bremsfähigkeiten als die bisherigen Regionalzüge der DB verfügen, konnten im Kasseler Umland neue Stationen eingerichtet werden. Des Weiteren wurden in der Stadt Kassel neue Infrastrukturen aufgebaut. Die größten Maßnahmen waren durch die breiteren und längeren RT-Fahrzeuge (2,65 Meter breit / 36,7 Meter lang gegenüber 2,3–2,4 Meter Breite / 30 Meter Länge der bisherigen Straßenbahnwagen) nötig geworden. Darüber hinaus wurde eine neue Innenstadtstrecke (Rudolf-Schwander-Straße, mit Haltestelle Scheidemannplatz), die Abzweigung an der Lutherkirche und die Verlegung der dortigen Station Lutherplatz bis Ende 2004 umgesetzt. Die Neubaustrecke wird seit dem 19. August 2007 auch von den Straßenbahn-Linien 7 und 5E (vorher 9) genutzt, da die bisherige Tunnelstation am Hauptbahnhof (eröffnet 1968) geschlossen wurde. Zur Verzweigung der RegioTram-Linie am Scheidemannplatz im Anschluss an die Rampe wurde dort im Frühjahr 2005 ein Gleisdreieck eingebaut.
Die RegioTram-Fahrzeuge verkehren wie die Straßenbahn auch im Stadtnetz weitgehend auf ÖPNV-Spuren und werden so nicht vom Individualverkehr beeinträchtigt. Die einzige Ausnahme ist ein kurzer Streckenabschnitt in der Leipziger Straße an der Haltestelle Kirchgasse, wo die Gleise im Individualspurbereich verlaufen, aber signalgesteuert sind und somit auch nicht vom Individualverkehr beeinträchtigt werden.
Durch die Einführung dieses neuen Verkehrsmittels wurde die Anpassung der Takte aller anschließenden Verkehrsmittel erforderlich. Da zwei RT-Linien mit jeweils 30-Minuten-Takt in die Leipziger Straße fahren sollen, bilden diese mit der Straßenbahnlinie 4 einen 7,5-Minuten-Takt, so dass die Straßenbahnlinie 8 verkürzt werden kann. Durch den in der Hauptverkehrszeit dichten Straßenbahntakt der anderen Linien ist eine spezielle Anpassung nur in der Schwachverkehrszeit erforderlich, um die Anschlüsse zu gewährleisten.
Der Integrale Taktfahrplan 2006 für Nordhessen sieht eine bessere Verknüpfung von Regional- und Fernverkehr vor, da die Regionalbahnen des konventionellen SPNV nicht mehr alle Halte im nahen Kasseler Umland abzudecken brauchen und so den regionalen Schienennahverkehr erheblich beschleunigen.
Im Zuge einer Verbesserung des Angebots und einer besseren Anbindung der Nordstadt wurde mit dem Fahrplanwechsel im Dezember 2013 die Streckenführung geändert. Infolgedessen wird die Leipziger Straße nur noch von einzelnen Fahrten der Linien RT3 und RT4 sowie den Fahrten zum Straßenbahn-Betriebshof Sandershäuser Straße genutzt. Da die Linien RT3 und RT4 nun zur Endstation Holländische Straße fahren, wurden auch hier Umbaumaßnahmen nötig, die ab August 2013 durchgeführt wurden.

## Befahrene Eisenbahnstrecken
Die RegioTram-Züge verkehren auf folgenden Bahnstrecken:

### Kassel–Warburg (RT1, bis Dezember 2015: RT3)
Die Züge der RegioTram-Linie 1 befahren im Abschnitt Hofgeismar-Hümme–Kassel Hauptbahnhof die Bahnstrecke Kassel–Warburg. Zwischen Vellmar-Obervellmar und Kassel Hauptbahnhof wird dabei die Harleshäuser Kurve befahren. Auf dieser Bahnstrecke verkehren neben der RegioTram auch Regionalzüge und Intercitys der Deutschen Bahn. Bis Dezember 2013 verkehrten einzelne Züge in den Tagesrandlagen über Hümme hinaus nach Warburg. Mit dem Fahrplanwechsel am 13. Dezember 2015 wurde die Liniennummer in RT1 geändert.

### Kassel–Hessisch Lichtenau (RT2, bis Juli 2007)
Zwischen dem 29. Januar 2006 (Wiedereröffnung der Bahnstrecke nach Hessisch Lichtenau) und dem 6. Juli 2007 verkehrte die RegioTram-Linie 2 auf der Bahnstrecke Kassel–Waldkappel. Diese nutzten zwischen Niederkaufungen Bahnhof und Oberkaufungen Bahnhof die nicht elektrifizierte alte Eisenbahnstrecke. Obwohl mittlerweile ausschließlich von der Straßenbahnlinie 4 befahren (über Oberkaufungen Gesamtschule), ist die Strecke auch weiterhin integraler Bestandteil des Regio-Tram-Systems, auch wenn die RegioTram-Fahrzeuge hier nicht mehr verkehren. Das Expressgleis, das Kaufungen umfährt, ist daher weitgehend ungenutzt.

### Kassel–Wolfhagen (RT4)
Die Züge der RegioTram-Linie 4 befahren im Abschnitt Wolfhagen–Vellmar-Obervellmar die Bahnstrecke Volkmarsen–Vellmar-Obervellmar. Diese Strecke ist nicht elektrifiziert. Auf dieser Bahnstrecke verkehren neben den RegioTram- auch Regionalzüge der Kurhessenbahn in Richtung Korbach. Von Vellmar-Obervellmar bis Kassel Hauptbahnhof befahren die RegioTrams die Harleshäuser Kurve.

### Kassel–Melsungen (RT5)
Die Züge der RegioTram-Linie 5 befahren im Abschnitt Melsungen–Kassel Hauptbahnhof die Bahnstrecke Kassel–Bebra. Hier verkehren neben den RegioTram- auch Regionalzüge der Linien RB 5 und RE 5 von cantus in Richtung Fulda und Intercitys auf der Mitte-Deutschland-Verbindung zwischen Düsseldorf und Gera.

#### Ehemalige Verlängerung
Seit 14. Dezember 2020 beginnt eine Frühfahrt nach Kassel Hbf bereits in Heinebach. Diese wurde spätestens 2024 aufgegeben.

### Kassel–Treysa (RT9, bis Dezember 2015)

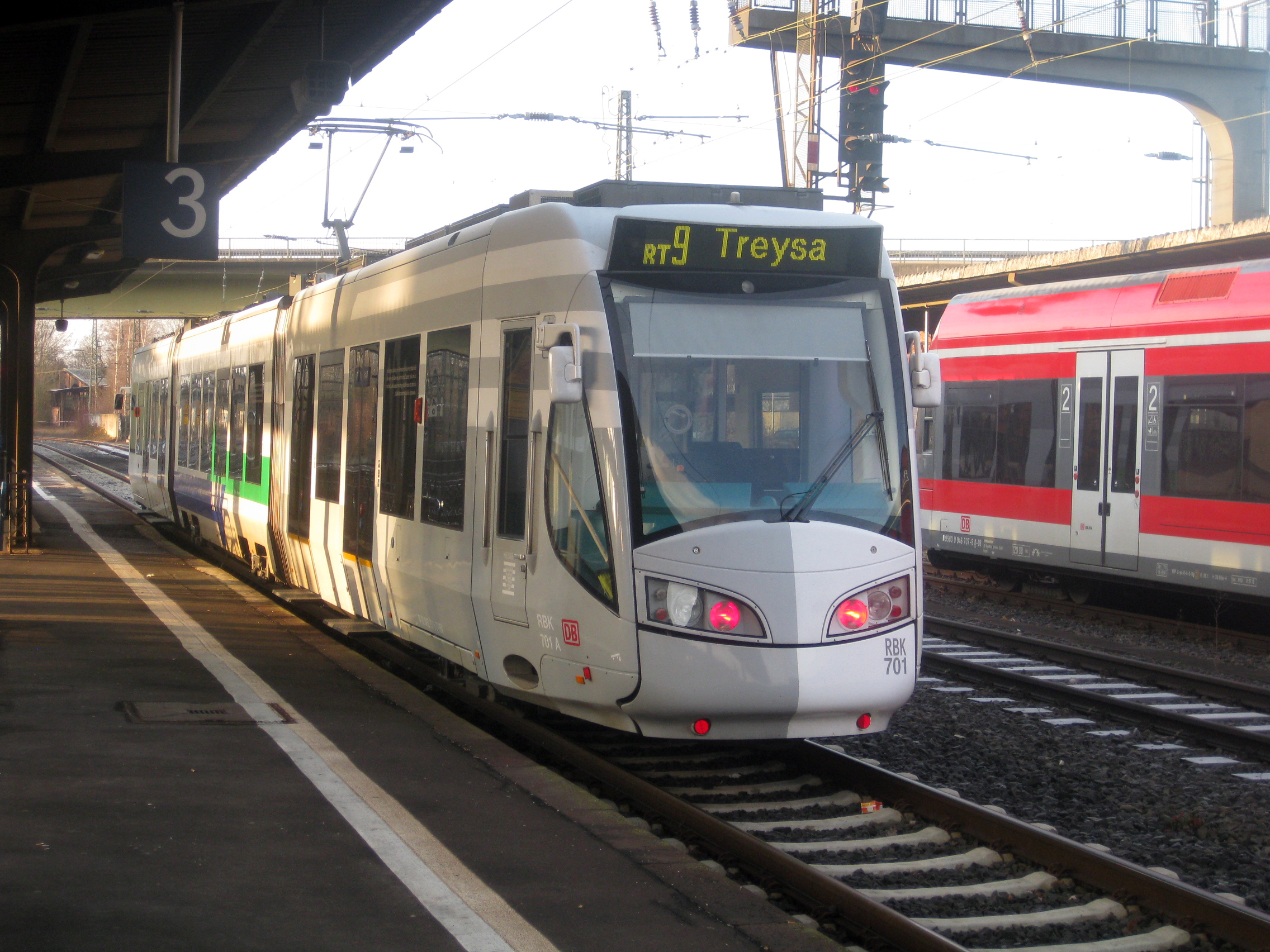
RT9 in Wabern

Die Züge der RegioTram-Linie RT9 befuhren im Abschnitt Treysa – Kassel Hauptbahnhof die Main-Weser-Bahn. Hier fahren neben der RegioTram auch Regionalzüge Kassel–Frankfurt und Intercity-Express der Linie 26 zwischen Hamburg und Karlsruhe. Diese Strecke wurde von den RegioTram-Zügen bis Dezember 2014 befahren und hat seitdem keine Durchbindung in den Straßenbahnbereich mehr; es werden Stadler-Triebwagen der HLB eingesetzt. Als Zwischenlösung verkehrten Anfang 2015 unter anderem Fahrzeuge von DB Regio. Mit dem Fahrplanwechsel 2015/16 wurde diese RegioTram-Linie eingestellt und durch eine Regionalbahn- und eine Regionalexpresslinie ersetzt.

## Verknüpfungspunkte Eisenbahn–Straßenbahn

### Kassel Hauptbahnhof

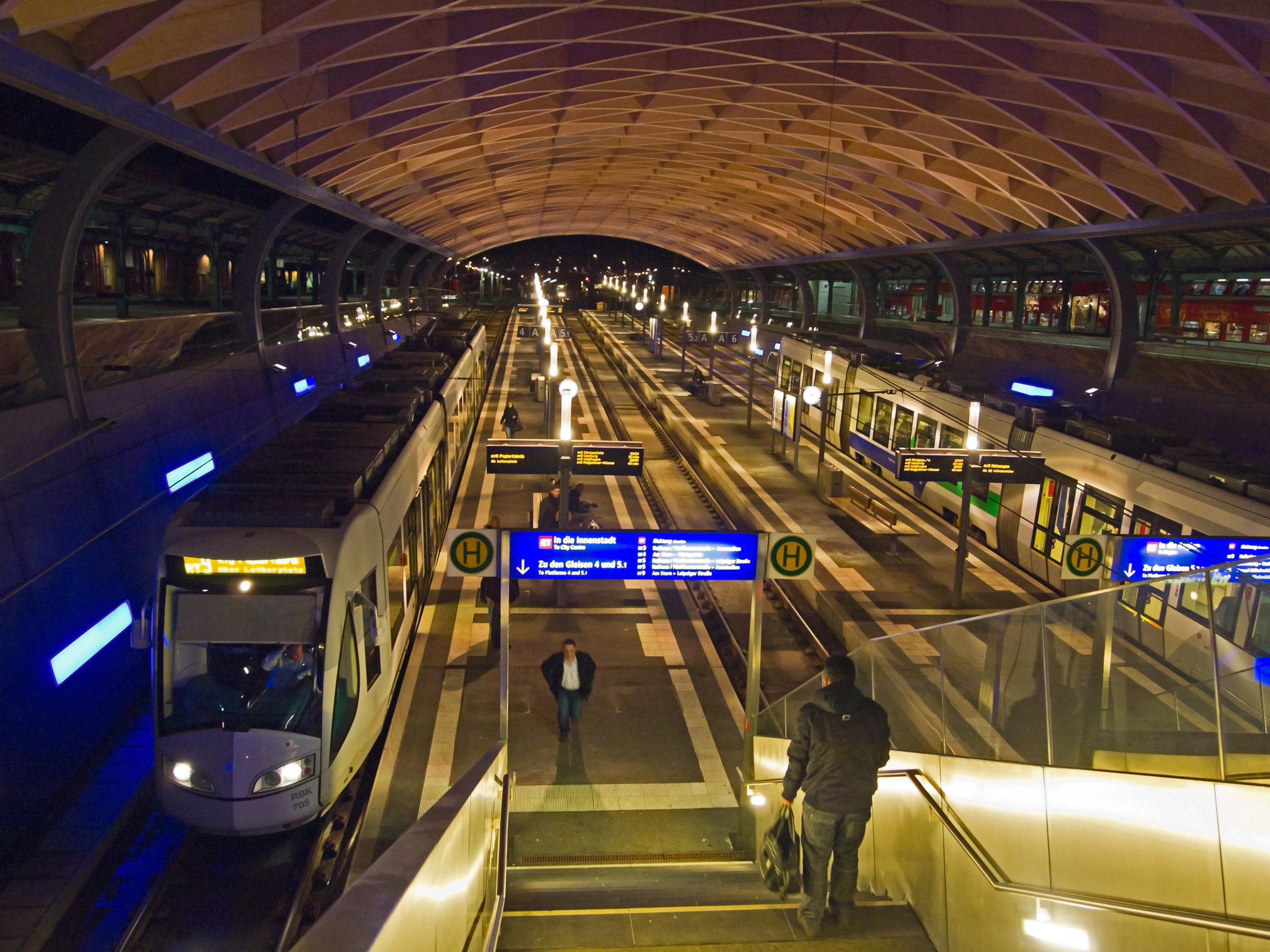
Tiefbahnsteige der RegioTram im Hauptbahnhof

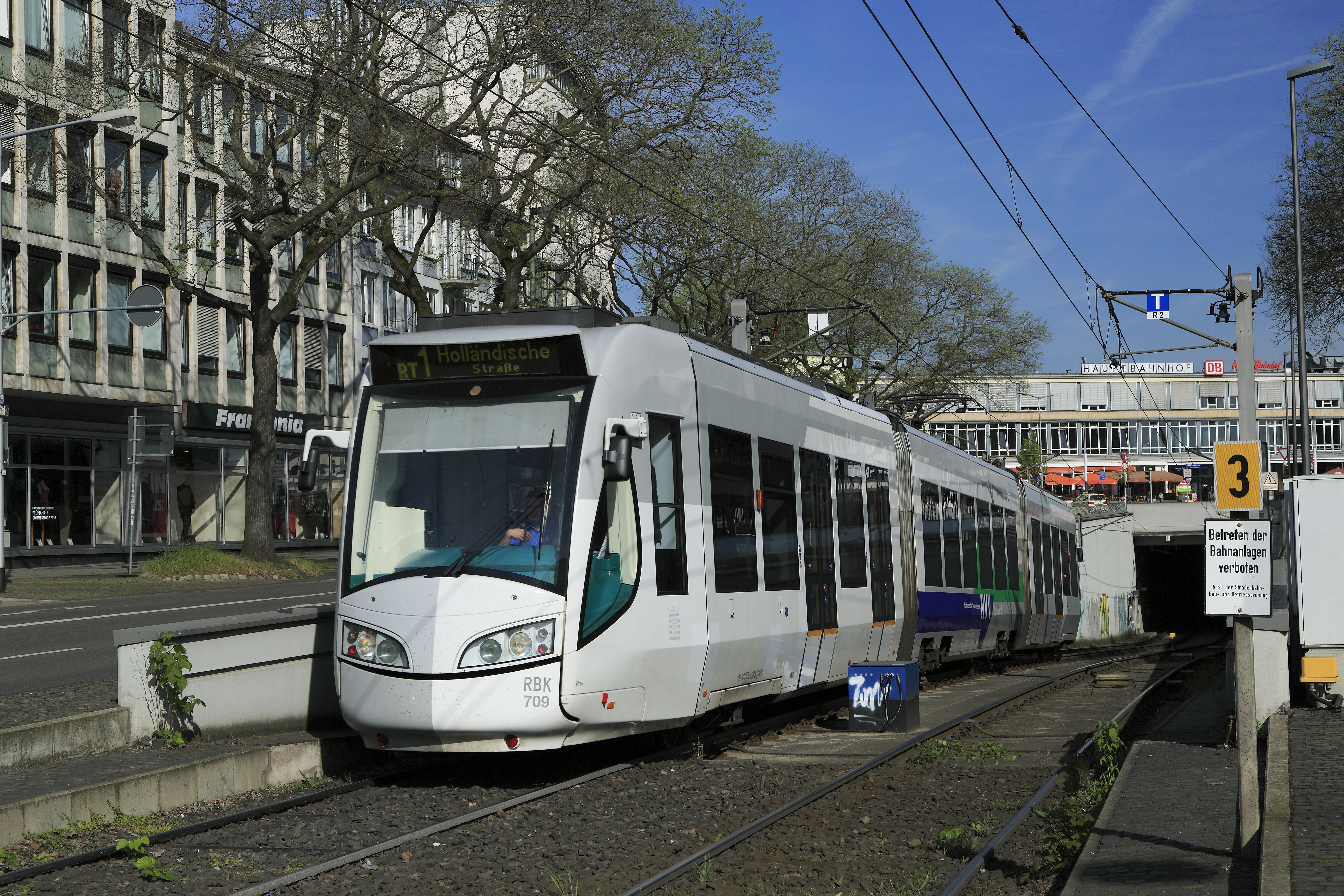
Ein RegioTram-Zug verlässt den Tunnel unter dem Bahnhofsgebäude stadteinwärts

Zur Verbindung des Eisenbahnnetzes mit dem Straßenbahnnetz im Kasseler Hauptbahnhof (ein Kopfbahnhof) wurden verschiedene Möglichkeiten geprüft: Die Variante mit den umfangreichsten Umbauten sah die Durchbindung durch das Bahnhofsgebäude auf gleichem Niveau vor, wurde jedoch aus Gründen des Denkmalschutzes nicht weiter verfolgt. Ein anderer Vorschlag führte die Trasse niveaugleich um den Südflügel (ehemalige Postumschlaghalle) zu den derzeitigen Bussteigen des Regionalverkehrs am Bahnhofsvorplatz.
Beim letztlich umgesetzten Plan wird der Kopfbau des Hauptbahnhofes unterfahren: Im Bahnsteigbereich wurde eine Rampe mit den RegioTram-Bahnsteigen auf Untergeschossebene umgebaut und ein Tunnel unter dem Bahnhofsgebäude zur bestehenden Straßenbahnrampe in der Kurfürstenstraße (östlich des Gebäudes) vorgetrieben. Die Haltepositionen der Regiotramzüge liegen damit in der Neigung. Die Bauarbeiten hierfür wurden am 12. August 2005 begonnen, der Tunnel wird seit dem 19. August 2007 regulär durchfahren.
Ursprünglich war es geplant, die RegioTram-Bahnsteige in der Lage der heutigen Gleise 3 bis 5 zu bauen. Hierfür wäre aber ein Umbau der Leit- und Sicherungstechnik des Bahnhofs nötig, um den übrigen Verkehr nicht zu stark einzuschränken. Da die DB Netz AG diesen Stellwerksumbau aber nicht rechtzeitig bewältigen konnte, wurden die beiden vorgesehenen RT-Bahnsteige in die Mitte des Bahnhofs (Gleise 4 bis 6) gelegt. Dies hat nicht nur Nachteile; z. B. wirkt das Gesamtensemble harmonischer und die Technikräume, die unterhalb der Gleise 1 bis 4 liegen, brauchten nicht verlegt zu werden.
An die Rampe mit drei Bahnsteiggleisen schließt sich auf der Westseite eine mit Gleichspannung elektrifizierte, zweigleisige Kehranlage an. Die Verbindung zwischen Straßenbahn- und Eisenbahnnetz stellen die Gleise 4 bis 6 mit je einer Systemtrennstelle her.
Die Baukosten für den Umbau betrugen etwa 25,6 Millionen Euro.

### Straßenbahnnetz
Außer der Verbindung am Kasseler Hauptbahnhof existieren in der Region Kassel zwei weitere Übergänge zwischen Eisenbahn- und Straßenbahnnetz:
- zwischen dem Straßenbahnnetz und der Bahnstrecke Kassel–Waldkappel („Lossetalbahn“) in Kaufungen-Papierfabrik (früher RT2, jetzt Straßenbahnlinie 4)
- zwischen dem Straßenbahnnetz und der Bahnstrecke Kassel–Naumburg in Baunatal-Altenbauna (Straßenbahnlinie 5)

Im Straßenbahnnetz waren 2014 nur wenige Strecken von den RegioTram-Fahrzeugen uneingeschränkt befahrbar, da die größere Fahrzeugbreite Zugbegegnungen unmöglich macht. Nur der Innenstadtring und die Strecke nach Hessisch Lichtenau sowie die Frankfurter Straße Richtung Mattenberg bis zur Haltestelle „Auestadion“ sind befahrbar. Weiterhin ist die Strecke zur Holländischen Straße im Rahmen der Verlegung der Linien RT3 und RT4 zur Haltestelle „Holländische Straße“ ausgebaut worden. Auch die Strecke nach Vellmar ist nach den Lichtraumprofilen befahrbar, wird jedoch im regulären Linienbetrieb nicht angefahren.
Des Weiteren ist die Strecke vom Auestadion bis Baunatal befahrbar, zwischen Auestadion und Dennhäuser Straße besteht jedoch in weiten Teilen ein Begegnungsverbot. Von Oberzwehren Mitte bis zum Betriebshof Wilhelmshöhe dürfen die Fahrzeuge ebenfalls fahren. Auch hier besteht zwischen RegioTram-Fahrzeugen ein generelles Begegnungsverbot, auch wenn Teile der Strecken befahrbar wären. Aus Sicherheitsgründen halten RegioTram-Züge bei einer Begegnung mit einem Straßenbahnzug, um eventuelle Kollisionen durch ein Schwingen des Fahrzeugkastens zu vermeiden. Diese Strecke wird jedoch nur zu Werkstattfahrten in den Betriebshof Wilhelmshöhe befahren.
Das Netz umfasst 122 Kilometer Strecke, davon 6 Kilometer Neubaustrecke.

## Planungen
In Wolfhagen soll die lange Wendezeit der RT4 von 30 Minuten perspektivisch zur Verlängerung in die Wolfhagener Innenstadt genutzt werden. Die Züge sollen dazu als dieselbetriebene Stadtbahn bis zur Walter-Lübcke-Schule fahren. Auch eine Verlängerung nach Melsungen Süd wird in Erwägung gezogen. Des Weiteren soll die RT1 nach Trendelburg verlängert werden.
Einige Ausbauplanungen wurden verworfen, so zum Beispiel nach Vellmar West. Für die Anbindung von Kassel-Waldau bevorzugen Stadt und KVG zurzeit eine Straßenbahnverlängerung von Unterneustadt.
Der Haltepunkt Melsungen-Schwarzenberg an der RT5 geht am 9. Dezember 2023 in Betrieb, der Bau der weiteren Zugangsstelle Melsungen-Süd ist frühestens für 2028 geplant.

## Fahrzeuge
Während des Vorlaufbetriebes wurden von der Saarbahn in Saarbrücken geliehene Bombardier-Fahrzeuge eingesetzt. Diese Zweisystemtriebwagen kamen aber in Kassel nur im Eisenbahnnetz unter 15 Kilovolt zum Einsatz.
Für das Projekt RegioTram wurden durch die Regionalbahn Kassel GmbH (RBK) 28 Triebwagen vom Typ Alstom RegioCitadis (Dreiteiliger, achtachsiger Niederflur-Gelenktriebwagen) beschafft. Für den Betrieb im Eisenbahn- und Straßenbahnnetz mit unterschiedlichen Maßen insbesondere im Herzstückbereich von Weichen und Kreuzungen laufen sie auf Kompromissradsätzen nach Karlsruher Vorbild.
Die Fahrzeuge wurden 2004/2005 in zwei verschiedenen Ausführungen geliefert. Beide Versionen können im Kasseler Straßenbahnnetz (Gleichspannung, 600 Volt) eingesetzt werden. 18 Triebwagen (Wagen 701–718) können als Zweisystemwagen (E/E-Wagen) zusätzlich im elektrifizierten Eisenbahnnetz (Wechselspannung mit 15 Kilovolt, 16,7 Hertz) verkehren, die übrigen zehn (Wagen 751–760) sind Zweikrafttriebwagen (E/D-Wagen) mit zwei zusätzlichen Dieselgeneratoren für den Einsatz auf nicht elektrifizierten Strecken.
Letztgenannte sind die ersten in zweistelliger Stückzahl hergestellten Zweikraftstraßenbahnfahrzeuge. Der Einsatz im Kasseler Projekt bedeutet zudem die erstmalige Verwendung eines derartigen Fahrzeugs im Normalspurnetz.
Der „roll-out“ des ersten RegioCitadis’ fand am 6. Juli 2004 statt. Die Fahrzeuge sind nach Märchenfiguren benannt, um Nordhessen und Kassel als geografischen Mittelpunkt der Grimmschen Märchenwelt bekannter zu machen.
Die E/E-Wagen fahren auf den Linien RT1 und RT5. Die E/D-Wagen fahren hauptsächlich auf der RT4 Kassel–Wolfhagen sowie in ihren Umläufen auch auf den anderen Linien.
Es können bis zu vier Wagen gekuppelt und in Mehrfachtraktion gefahren werden. Im Eisenbahnverkehr sollen in den morgendlichen Spitzen Dreifachtraktionen gefahren werden, wobei die dritte Einheit im Hauptbahnhof abgekuppelt wird. Im Innenstadtverkehr ist zu diesen Zeiten eine Doppeltraktion vorgesehen. Aufgrund der Breite der Fahrzeuge können die Wagen bisher im Stadtgebiet nur in der Innenstadt, zum Auestadion, zur Holländischen Straße und nach Hessisch Lichtenau eingesetzt werden. Die restlichen Strecken des Straßenbahnnetzes verfügen nicht über einen ausreichend großen Gleisabstand. Auf diesen Strecken besteht ein Begegnungsverbot.
Im deutschen Triebfahrzeug-Nummernplan, der auf die Deutsche Bundesbahn zurückgeht, sind die Triebwagen in die Baureihen 452 (E/E) und 689 (E/D) eingeordnet. Die Ordnungsnummern entsprechen den Wagennummern der Kasseler Straßenbahn. Die Fahrzeuge erhalten ab 2025 eine Modernisierung für den weiteren Einsatz.
Im Jahr 2025 plant der Nordhessische Verkehrsverbund  (NVV) in Zusammenarbeit mit den Landkreisen und der Stadt Kassel verschiedene Maßnahmen zur Förderung der Verkehrswende. Dazu zählt unter anderem der Beginn eines umfassenden Modernisierungs- und Sanierungsprogramms („Re-Fit“) für alle 28 RegioTram-Fahrzeuge. Die ersten beiden Fahrzeuge sollen im Sommer 2025 überarbeitet werden, mit dem Ziel, die gesamte Flotte bis Ende 2045 weiter nutzen zu können. Eine Modernisierung wurde als wirtschaftlichere Alternative zur Neubeschaffung bewertet. Im Zuge dessen sollen unter anderem neue Dieselmotoren eingebaut werden, die für den Betrieb mit HVO100 geeignet sind.